# Hillel Cohen
Hillel Cohen-Bar (né à Jérusalem en 1961) est un historien israélien spécialiste des relations entre Juifs et Arabes en Palestine et en Israël. Il est chercheur associé à l'Institut Harry S. Truman pour l'Avancée de la Paix à l'Université hébraïque de Jérusalem.

## Biographie
Hillel Cohen est particulièrement familier de la problématique de Jérusalem-Est, sujet de son ouvrage Kikar Hashuk Reka (La place du marché est vide or la montée et la chute de la Jérusalem arabe). Il a étudié le sujet durant les années passées en tant que correspondant à Jérusalem-Est de l'hebdomadaire israélien Kol Ha'ir.
Il a également publié sur la problématique des réfugiés palestiniens de 1948. Deux de ses ouvrages étudient les relations entre les collaborateurs palestiniens et les agences de sécurité israéliennes en utilisant une méthodologie qu'il a baptisée « histoire depuis le bas ». Le Jerusalem Post a qualifié son ouvrage de mélange accessible entre la recherche académique et le reportage journalistique à vif en gratifiant Cohen de réussir à faire preuve d'empathie pour les problématiques humaines tout en gardant la distance du professionnel devant les événements.
Il est devenu célèbre à l'étranger en 2008 avec la publication de son livre en:Army of Shadows, Palestinian Collaboration with Zionism, 1917-1948. Un second ouvrage sur le sujet : Good Arabs: The Israeli Security Services and the Israeli Arabs a été publié aux Presses de l'Université de Californie en 2008.

## Publications
- The Present Absentee: Palestinian Refugees in Israel Since 1948 (hébreu, arabe)
- Good Arabs: The Israeli Security Services and the Israeli Arabs (hébreu, arabe, anglais)
- en:Army of Shadows, Palestinian Collaboration with Zionism, 1917–1948 (hébreu, arabe, anglais)
- The Rise and Fall of Arab Jerusalem (hébreu, anglais)